# Podšteberk
Podšteberk (izgovarjava [pɔtˈʃteːbɛɾk], v starejših virih Stegbrg, nemško Stegberg) je nekdanje naselje v občini Cerknica v osrednji Sloveniji. Danes je del Lipsenja. Naselje leži na Notranjskem in je danes tako kot preostanek občine del Primorsko-notranjske statistične regije.

## Geografija
Podšteberk leži v dolini vzhodno od središča Lipsenja. Pod Podšteberkom pri izvirih Obrha izvira potok Štebrščica (nižje imenovan potok Lipsenjščica). Voda običajno teče le iz spodnjega izvira, ob močnem deževju pa tudi iz obeh.

## Ime
Ime Podšteberk je predložna zveza: pod in Šteberk, ki se nanaša na grad Šteberk (nemško Stegberg) nad vasjo.

## Zgodovina
Podšteberk je imel leta 1880 40 prebivalcev v petih hišah,  leta 1890 23 prebivalcev v štirih hišah in leta 1900 39 prebivalcev v šestih hišah. Podšteberk je bil leta 1952 priključen Lipsenju in s tem izgubil status samostojnega naselja.